# Dendrochilum pandurichilum
Dendrochilum pandurichilum är en orkidéart som beskrevs av Jeffrey James Wood. Dendrochilum pandurichilum ingår i släktet Dendrochilum och familjen orkidéer. Inga underarter finns listade i Catalogue of Life.